# Calton Hill
Calton Hill è una collina situata nel centro di Edimburgo (Scozia).

## Descrizione

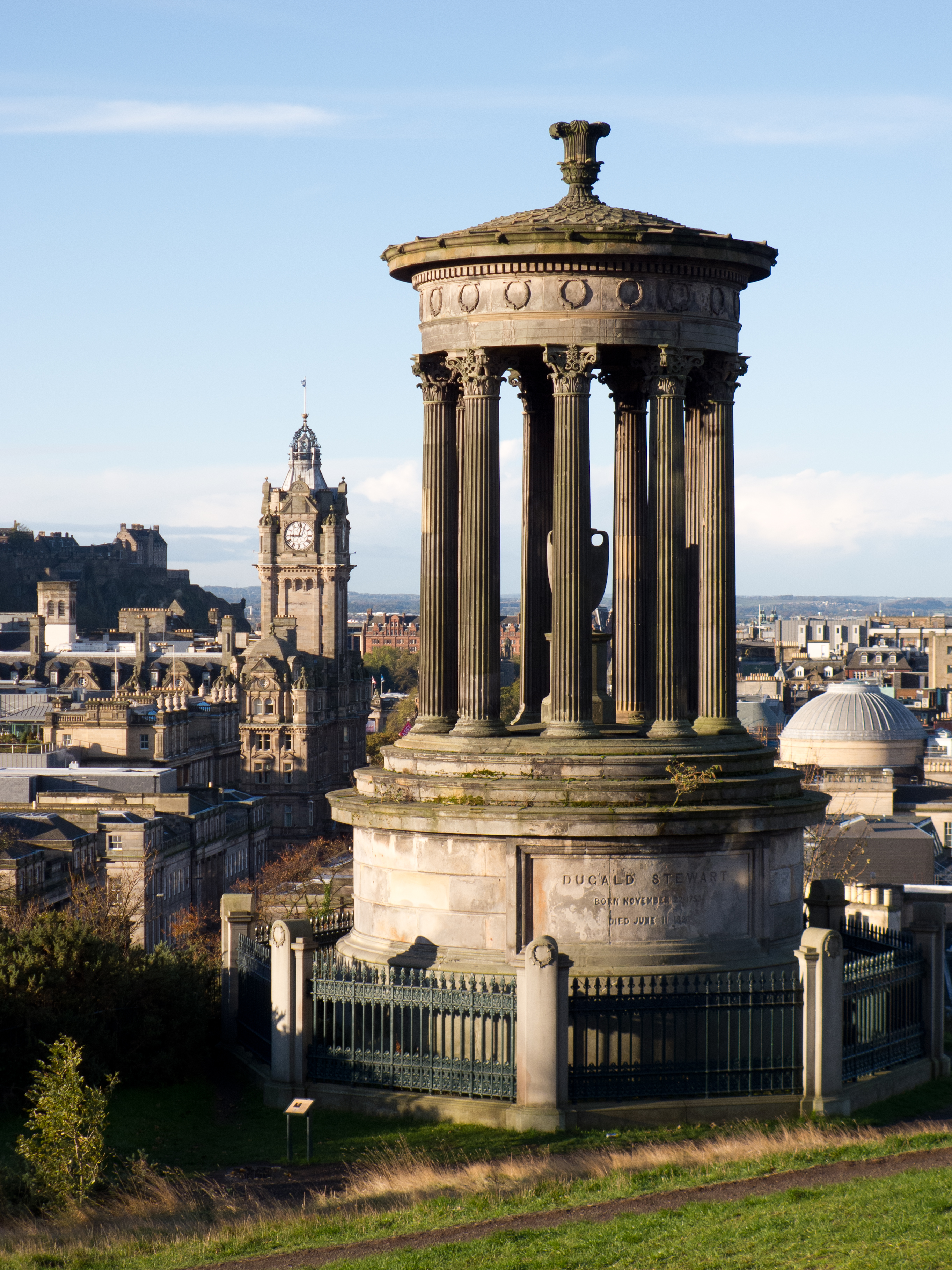
Il Dugald Stewart Monument sulla Calton Hill

La collina è sede di un parco pubblico molto frequentato. La collina è stata designata "sito di interesse scientifico" dallo Scottish Natural Heritage, e contiene numerosi elementi architettonici di interesse storico e turistico. Le evidenze archeologiche, infatti, testimoniano che la collina fosse già abitata sin dall'età del bronzo.
Sulla sommità di Calton Hill vengono celebrati numerosi festival, tra cui la festa gaelica di Beltane (Beltane Fire Festival), che il 30 aprile di ogni anno attira decine di migliaia di partecipanti.